# Gelopellis macrospora
Gelopellis macrospora är en svampart som beskrevs av Zeller 1939. Gelopellis macrospora ingår i släktet Gelopellis och familjen Claustulaceae.   Inga underarter finns listade i Catalogue of Life.